# What the World Needs Now...
What the World Needs Now... è il decimo album in studio del gruppo musicale britannico Public Image Ltd., pubblicato nel settembre 2015.

## Tracce
1. Double Trouble – 3:52
2. Know Now – 2:45
3. Bettie Page – 3:21
4. C'est la Vie – 6:08
5. Spice of Choice – 5:43
6. The One – 3:42
7. Big Blue Sky – 8:14
8. Whole Life Time – 3:46
9. I'm Not Satisfied – 5:43
10. Corporate – 5:23
11. Shoom – 6:30

## Formazione
- John Lydon – voce
- Lu Edmonds – chitarra, piano, saz, cümbüş
- Scott Firth – basso, tastiere, archi, percussioni
- Bruce Smith – batteria, percussioni, programmazioni